# Alessandro Gottifredi
Alessandro Luigi Gottifredi (Roma, 3 maggio 1595 – Roma, 12 marzo 1652) è stato un gesuita italiano.
Fu, per poco più di un mese, Preposito Generale dell'ordine (dal 21 gennaio 1652 alla morte): il suo è il generalato più breve della storia della Compagnia. Il fratello Francesco fu un noto collezionista e numismatico della sua epoca.

## Biografia
Figlio di Giovanni Battista, appartenente alla piccola nobiltà cittadina romana, e di sua moglie Girolama Poggi, Alessandro entrò nel noviziato dei gesuiti il 28 aprile 1610 presso il collegio romano, ambiente dove entrò in contatto con l'accademia dei lincei e dove ebbe modo di conoscere il futuro santo gesuita fiammingo Giovanni Berchmans.
Dopo essere stato ordinato sacerdote, si specializzò nella predicazione e venne prescelto per declamare l'elogio funebre del poeta accademico linceo Virginio Cesarini (In funere Virginii Cesarini oratio…, pubblicata a Roma nel 1624), affiancando in questo l'opera di Agostino Mascardi. Dal 1627 al 1634 fu docente al collegio romano nelle cattedre di logica, filosofia naturale e metafisica.
L'8 febbraio 1635 divenne il primo rettore gesuita del Collegio irlandese di Sant'Isidoro a Roma, recentemente passato in gestione dall'ordine dei francescani a quello dei gesuiti per volere del suo stesso finanziatore, il cardinale Ludovico Ludovisi. Il 2 dicembre di quello stesso anno, ad ogni modo, decise di rinunciare a tale carica per ottenere quella di rettore del seminario romano.
Dal 1642 al 1644, riprese l'insegnamento nel collegio romano come docente di teologia scolastica, ma già dal 1648 venne prescelto dal padre generale Vincenzo Carafa a visitatore del collegio di Liegi, in una regione particolare come quella dei Paesi Bassi spagnoli dove i gesuiti operavano in due provincie, distinte su base linguistica tra popolazione fiamminga e francofona.
Divenne successivamente visitatore della provincia gesuitica di Napoli e poi divenne capo di quella romana. Il 21 gennaio 1652 venne nominato preposito generale della Compagnia di Gesù, perdurando ad ogni modo brevissimo tempo in questa carica, morendo il 12 marzo di quello stesso anno, dopo una breve malattia che l'aveva interessato dal 5 marzo.